# 瑞颂制药
瑞颂制药（英語：Alexion Pharmaceuticals Inc.），也譯為亚力兄制药，是一家美國製藥公司，以發明治療非典型溶血尿毒綜合症及陣發性夜間血紅素尿症的藥物Soliris而出名，此外也開發其他針對免疫系統疾病的藥物。

## 历史
1992年由倫納德·貝爾（Leonard Bell）創立，1996年在纳斯达克挂牌上市。2021年7月被阿斯利康以390億美元（133億美元現金加2.36億股阿斯利康股票）收购，从纳斯达克除牌退市。

## 外部連結
- 官方网站